# Suzuki Hustler
La Suzuki Hustler è un crossover SUV appartenente alla categoria delle kei car prodotta dalla casa automobilistica giapponese Suzuki a partire dal 2014.
Il nome è stato già usato in passato da Suzuki per una motocicletta a due tempi, la Hustler TS50. I motori disponibili sono un benzina tre cilindri (nome in codice R06A) da 658 cc in versione aspirata o turbocompressa abbinata a una trasmissione automatica. Meccanicamente adotta un classico schema tuttoavanti, con motore traversale e trazione anteriore, abbinabile anche alla trazione integrale.